# Ahrensburg

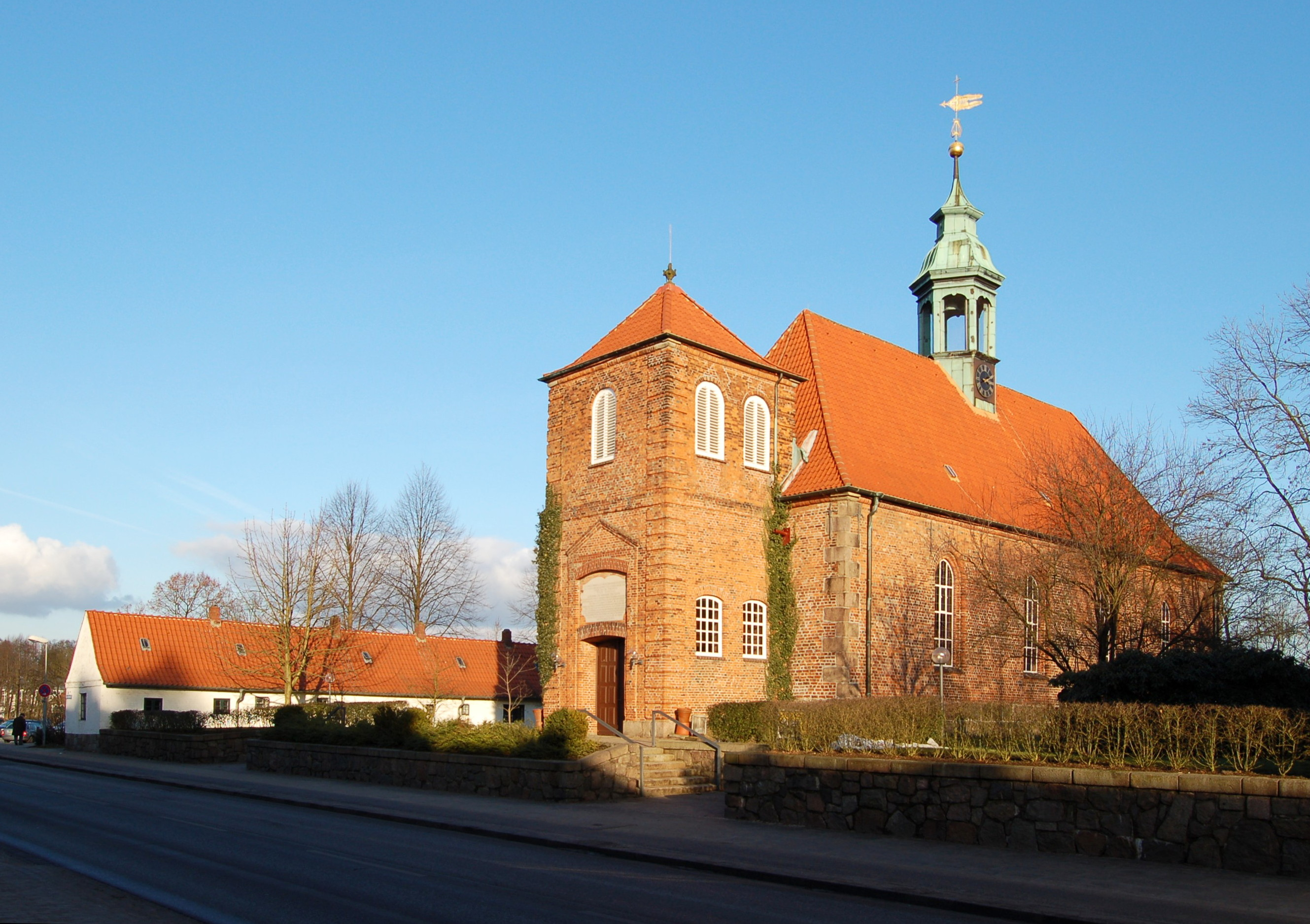
Ahrensburg

Ahrensburg [ˈaːʁənsˌbʊʁk] este un oraș în landul Schleswig-Holstein, Germania. Este parte a Regiunii Metropolitane Hamburg, fiind situat în districtul Stormarn, și are o populație de aproximativ 30.100 locuitori (2004).